# Flüstergewölbe
Als Flüstergewölbe oder Flüstergalerie wird umgangssprachlich ein Ort bezeichnet, an dem sich durch physikalische Effekte Personen über eine ungewöhnlich große Distanz unterhalten, verständigen oder einander hören können.

## Beschreibung
Verschiedene physikalische Effekte können als Ursache in Frage kommen:

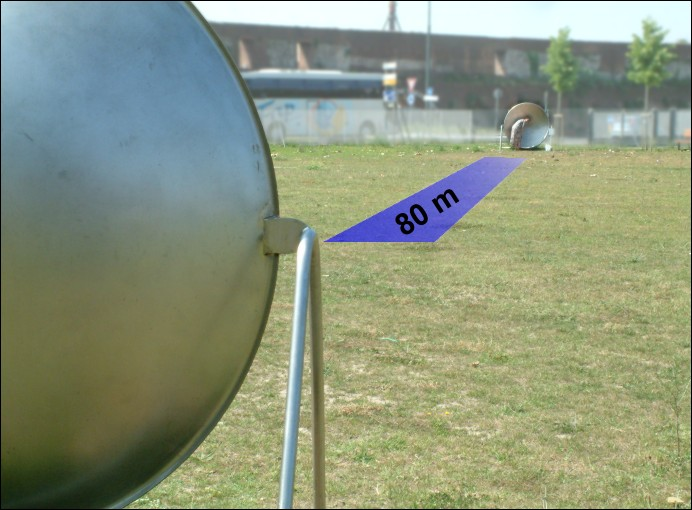
Schallübertragung mit zwei Parabolspiegeln

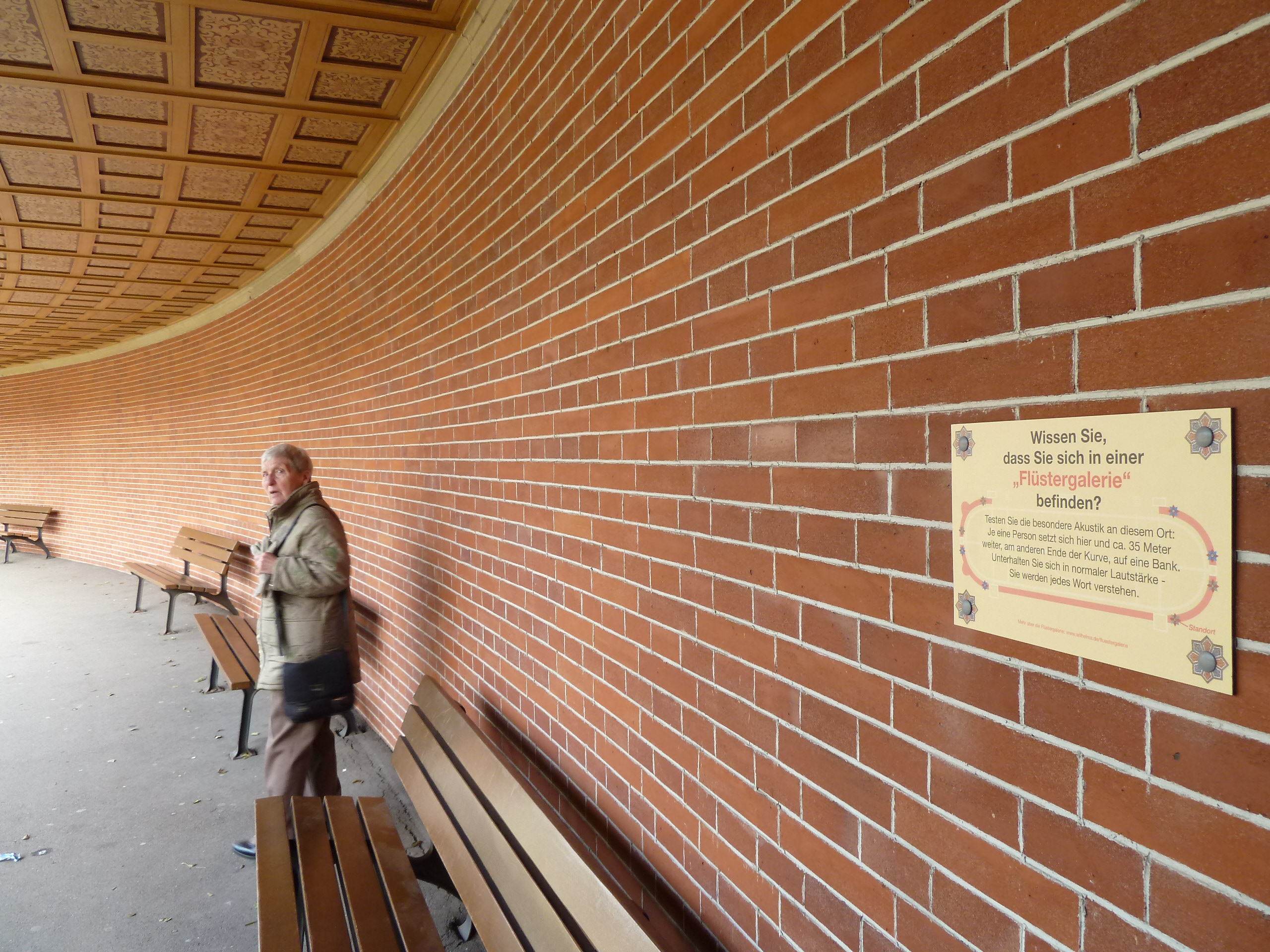
Flüstergalerie der Wilhelma mit Hinweisschild und experimentierender Besucherin

- Sprecher und Zuhörer befinden sich in den Brennpunkten aufeinander ausgerichteter, parabolischer „Schallspiegel“ (siehe Bild). Bereits die kleine Reflexionsfläche von 2 m Durchmesser genügt, um leise gesprochene Worte über eine Strecke von ca. 40 m zu übertragen. Außerhalb der beiden Brennpunkte ist der Schall nicht zu hören. Im Prinzip handelt es sich bei diesem Aufbau um eine akustische Richtfunkstrecke, die z. B. in Science-Centern zur Demonstration der Funktion von Flüstergewölben in elliptischen Räumen eingesetzt wird.[1]
- Sprecher und Zuhörer befinden sich in den Brennachsen eines Raumes mit elliptischem Grundriss oder noch besser in den Brennpunkten eines Rotationsellipsoids. In diesen Fällen werden alle vom Sprecher ausgehenden Schallwellen von den Gebäudewänden so reflektiert, dass sie sich wieder im zweiten Brennpunkt, beim Hörer, vereinigen. In der Kathedrale von Agrigent auf Sizilien hatte dieser Effekt in der Vergangenheit sogar eine besondere Bedeutung: Sie hat im Innern die Form eines Rotationsellipsoids, und ein Beichtstuhl war dort in einem der Brennpunkte positioniert. Dadurch war die Beichte an einer anderen Stelle im Raum deutlich für andere Personen zu vernehmen, was zu einigem Unfrieden führte.[2]
- Sprecher und Hörer befinden sich in einer Kuppel an bezüglich deren Mittelpunkt gespiegelten Positionen, Die halbkugelige Kuppel ist ein Sonderfall eines Ellipsoids, bei dem beide Brennpunkte sich im Mittelpunkt vereinigen. Ein im Zentrum stehender Sprecher hört daher seine eigene Stimme in ungewohnter Lautstärke widerhallen. Entfernt sich der Sprecher vom Zentrum der Kuppel, so werden die Schallwellen von den Wänden an einen Punkt in gleicher Entfernung vom Mittelpunkt auf der gegenüberliegenden Seite der Kuppel reflektiert. Es ist dadurch im Prinzip für jede in einer solchen Kuppel stehende Person möglich, sich mit einem Partner auf der anderen Seite zu unterhalten, und das gelingt auch für viele unterschiedliche Zwiegespräche gleichzeitig. Allerdings schwächt sich der Effekt mit zunehmender Entfernung vom Mittelpunkt der Kuppel ab, weil sich dann zunehmend Phasenunterschiede in den konvergierenden Schallfronten ergeben. Dieses Phänomen hatte im Übrigen früher in der Statuary Hall in Washington negative Auswirkungen, da Abgeordnete verschiedener Parteien in diesem Saal unerwünschterweise zu „Flüsterpartnern“ wurden.[3]

- Sprecher und Zuhörer befinden sich in einem gewölbten Gang oder nahe an der Wand einer Kuppel. Spricht jemand gegen die gewölbte Wand, so wird der Schall durch vielfache Reflexion sukzessive sanft eingesammelt und in eine Richtung parallel zur Wandoberfläche geleitet. Die normale, dreidimensionale Schallausbreitung mit der typischen Abnahme der Lautstärke mit dem Quadrat der Entfernung wird durch diesen Effekt eingeschränkt. In einem gewölbten Gang entsteht durch die zusätzliche Schallreflexion des Bodens und der Decke eine Art „akustischer Wellenleiter“. In diesem Fall wird die Schallenergie mit größerer Entfernung nicht auf eine zunehmende Fläche der Schallfront verteilt, so dass sich die Welle weniger abschwächt und entsprechend weiter laufen kann. Dieser Mechanismus stellt keine großen Anforderungen bezüglich der Homogenität und Glätte der gewölbten Wand und erzeugt z. B. die Flüstergalerie im Wandelgang des Maurischen Gartens der Wilhelma.[4]
- Sprecher und Zuhörer befinden sich in der Nähe einer glatten und im Innern homogenen Mauer. Trifft der Schall in einem bestimmten Winkel auf die Mauer, so kann dann eine sogenannte Rayleigh-Welle entstehen. Diese Wellenart wurde vom späteren Lord Rayleigh für spannungsfreie Grenzflächen theoretisch vorhergesagt und in der Kuppel der St Paul’s Cathedral in London experimentell nachgewiesen. Diese akustische Wellenart bewegt sich direkt an der Grenzfläche zwischen Mauer und Luft und kann auch an völlig ebenen oder konvexen Flächen entstehen, so dass der resultierende Effekt nicht nur auf ein Gewölbe begrenzt ist. Die Intensität einer Rayleigh-Welle nimmt senkrecht zur Wand in Abhängigkeit von der Schallfrequenz schnell ab, wobei sich ein wesentlicher Teil der Schallenergie innerhalb eines Wandabstands konzentriert, der kleiner als die Wellenlänge des Schalls ist (z. B. 0,3 m für 1000 Hz oder 3 m für 100 Hz in Luft). Dadurch werden die vergleichsweise hohen Frequenzen des Flüsterns besonders eng an der Wand entlanggeführt und entsprechend weit getragen, woher auch ursprünglich der Name „Flüstergalerie“ rührt. Die berühmte Flüstergalerie der St Paul’s Cathedral ermöglicht durch diesen Effekt eine geflüsterte Unterhaltung entlang der gesamten Galerie, die einen Durchmesser von 32 m besitzt.[5]

## Beispiele für Flüstergewölbe oder -galerien
- Saint Paul’s Cathedral, eine Kirche in London, in der geflüsterte Worte von einer Seite einer Galerie in der Kuppel auf der anderen Seite hörbar sind.
- BUSSTOPS, eine künstlerisch gestaltete Straßenbahnhaltestelle in Hannover, bei der Parabolreflektoren den Schall der Wartenden auf die gegenüberliegende Straßenseite übertragen.
- Oldenburg (Oldenburg), Schallübertragung zwischen Parabolreflektoren im Hörgarten beim „Haus des Hörens“[6]
- Wandelgang des Maurischen Gartens der Wilhelma in Stuttgart[7]
- Kathedrale von Agrigent auf Sizilien
- Flüstergewölbe in Görlitz[8]
- Ehmsendenkmal in Arnsberg
- Central Station in New York City
- Parabolspiegel im „Erlebnisfeld der Sinne“ an der Volkssternwarte Recklinghausen